# Na sowas!
Na sowas! war von 1982 bis 1987 eine Fernsehsendung im ZDF, die von Thomas Gottschalk moderiert wurde. Sie war eine Mischung aus Talk- und Musikshow rund um den „ganz normalen Wahnsinn“ des Alltags. Ein Schwerpunkt war die Präsentation besonderer Fähigkeiten und Aktionen von Menschen, wodurch die Sendung Ähnlichkeit mit Wetten, dass..? hatte. Die 45-minütige Sendung wurde zuerst montags, dann mittwochs und schließlich samstags von 19:30 bis 20:15 Uhr ausgestrahlt, somit dann auch vor Wetten, dass..?. Zwischenzeitlich gab es auch einige 90-minütige „Extra“-Ausgaben.

## Titelmusik
Titelsong der Sendung war das Instrumentalstück 1980-f von der Gruppe After the Fire. Dieser Titel wird auch heute noch oft als Melodie zum Anheizen der Menschen z. B. vor Fußballspielen oder auf Partys genutzt.

## Redaktion
Verantwortlicher ZDF-Redakteur und späterer Produzent der Show war Holm Dressler, der zeitgleich auch Wetten, dass..? mit Frank Elstner betreute.

## Trivia
Aufsehen erregte 1985 Klaus Kinski, der bei seinem Auftritt nicht auf die ihm gestellten Fragen eingehen wollte.
Im Film Seitenstechen mit Mike Krüger gibt es eine Szene, in der Mike in der Show Na sowas! bei Thomas Gottschalk auftritt. In Seitenstechen geht es darum, dass Mike Krüger als Mann schwanger wird, was natürlich eine Sensation ist und somit in das Rahmenschema von Na sowas! passt.

## Auszeichnungen
Thomas Gottschalk erhielt für diese Sendung im Jahr 1983 den Goldenen Gong und 1985 die Goldene Kamera.

## Nachgeschichte
Als Gottschalk im Jahr 1987 die Moderation von Wetten, dass..? übernahm, wurde das Format auf demselben Sendeplatz unter dem Namen Na siehste! mit Günther Jauch  bis 1989 als Moderator weitergeführt. Und einige Zeit nachdem Gottschalk die Sendung Wetten, dass..? übernommen hatte – in der ersten Zeit gab es in der Presse Kritik an seinem im Vergleich zu Frank Elstner frecheren Moderationsstil – wurde das Konzept von Wetten, dass..?  mehr auf ihn angepasst, womit sich Wetten, dass..? dem vormaligen Konzept von Na sowas! annäherte. Nachdem Gottschalk die Moderation von Wetten, dass..? beendet hatte, wurde seine danach geplante Talk-Show Gottschalk Live teilweise mit Na sowas! verglichen, obwohl das typische Element – unbekannte Menschen zeigen etwas Besonderes – nicht im Konzept enthalten war. Die besagte Talkshow lief nur wenige Monate im Ersten.